# ترانه‌شناسی احمد ظاهر

آلبوم مجلسی

احمد ظاهر (۱۴ ژوئن ۱۹۴۶ - ۱۴ ژوئن ۱۹۷۹) از خوانندگان و نوازندگان برجسته افغانستان بود.
از احمد ظاهر آلبوم‌های زیادی توسط استودیوهای مختلف موسیقی منتشر شده‌اند. که البته اغلب شامل آهنگ‌های تکراری می‌باشند اما ۱۴ آلبوم افغان‌موزیک به عنوان مرجع برای کارهای احمد ظاهر شناخته می‌شوند.
از احمد ظاهر تعدادی آلبوم توسط افغان‌موزیک منتشر شده‌است که با شماره‌هایشان مشهورهستند.

## افغان موزیک

### شماره ۱ (سال ثبت ۱۳۵۱)
| نام ترانه                            | ترانه‌سرا                   | آهنگساز              | تنظیم‌کننده |
| ------------------------------------ | -------------------------- | -------------------- | ---------- |
| تنیده یاد تو در تار و پودم میهن      | ابوالقاسم لاهوتی کرمانشاهی |                      |            |
| ای سرود واپسینم                      | نصرت رحمانی                |                      |            |
| اگر تو یارک من باشی                  | احمدشاه ازهر فیضیار        | فضل احمد نینواز      |            |
| خودت می‌دانی گل من                    |                            | احمد شاه ازهر فیضیار |            |
| این چه عشقیست که در دل دارم          | فروغ فرخزاد                |                      |            |
| ز سنگ نیست قلب من                    | احمدشاه ازهر فیضیار        | احمدشاه ازهر فیضیار  |            |
| صد ره در انتظارت تا پشت در دویدم     | ابوالقاسم لاهوتی کرمانشاهی |                      |            |
| به خود گفتم پس از چندی فراموشت کنم   |                            |                      |            |
| می‌روی از من و لبریز فغانم            | ازهر فیضیار                | احمدشاه ازهر فیضیار  |            |
| گفته بودم چو بیایی غم دل با تو بگویم | سعدی شیرازی                |                      |            |
| ای که از یار نشان می‌طلبی             | هلالی جغتایی               |                      |            |
| یارک من چرا خوش باور هستی            |                            | احمدشاه ازهر فیضیار  |            |
| به جز تو مونس دگر در این دیار ندارم  |                            | احمدشاه ازهر فیضیار  |            |
| اگر ای آسمان                         | فروغ فرخزاد                |                      |            |
| بخود گفتم پس از چندی                 |                            |                      |            |
| هر چند که دور از تو و پیش دیگرانم    |                            |                      |            |
| ای یار خوب من                        | کریمه ویدا طهوری           |                      |            |
| ای جان من اسیرت                      |                            |                      |            |
| موزیک                                |                            |                      |            |

### شماره ۲ (سال ثبت ۱۳۵۲)
| نام ترانه                                           | ترانه‌سرا            | آهنگساز                                                    | تنظیم‌کننده |
| --------------------------------------------------- | ------------------- | ---------------------------------------------------------- | ---------- |
| مه شاعر تو نهی (خواننده اصلی Shailendra Singh هندی) | آناند بخشی          | Laxmikant–Pyarelal                                         |            |
| هوای عشق تو از سر بدر نخواهد رفت                    |                     |                                                            |            |
| دل ما هر چه ریش شد خسته بهتر                        |                     |                                                            |            |
| اگر بهار بیاید ترانه‌ها خواهم خواند                  | احمدشاه ازهر فیضیار |                                                            |            |
| اولین عشقم تو بودی                                  |                     | جلیل زلاند Ustad Jalil Zaland                              |            |
| به عزم تو با سحر گفتم                               | حافظ شیرازی         |                                                            |            |
| مره دلخون کدی (مرا دلخون کردی)                      |                     |                                                            |            |
| بجز تو مونس دگر در این دیار ندارم                   | احمدشاه ازهر فیضیار |                                                            |            |
| صد ره در انتظارت                                    | ابوالقاسم لاهوتی    |                                                            |            |
| اگر ای آسمان خواهم که یک روز                        | فروغ فرخزاد         | آهنگ بامبینو از دالیدا (Jacques Larue, Giuseppe Fanciulli) |            |
| به خود گفتم پس از چندی فراموشت کنم، کردم            |                     |                                                            |            |
| هرچند که دور از تو پیش دیگرانم                      |                     |                                                            |            |
| ای یار خوب من ای با وفا                             | کریمه ویدا طهوری    |                                                            |            |
| ای جان من اسیرت                                     |                     |                                                            |            |

### شماره ۳
| نام ترانه             | ترانه‌سرا          | آهنگساز                 | تنظیم‌کننده |
| --------------------- | ----------------- | ----------------------- | ---------- |
| اگر آواره و مستم      |                   |                         |            |
| همه روز از تو به قهرم | ناصر طهوری        |                         |            |
| ساقی                  |                   |                         |            |
| تنهاترین مرد زمینم    |                   |                         |            |
| چه بیهوده چه ساده     |                   |                         |            |
| از سفر خوش آمدی       |                   |                         |            |
| بوی تو خیزد هنوز      |                   |                         |            |
| بی وفا یارم           |                   |                         |            |
| شب‌های ظلمانی          |                   |                         |            |
| گرچه مستیم و خرابیم   | عماد خراسانی      |                         |            |
| همه یارانم به پریشانی | مهدی حمیدی شیرازی | فضل احمد زکریا (نینواز) |            |
| بریده باد پای من      |                   |                         |            |
| یارک من               |                   |                         |            |
| امشب دل من غصه دارد   | هوشنگ ابتهاج      |                         |            |
| موزیک                 |                   |                         |            |

### شماره ۴
| نام ترانه                                | ترانه‌سرا                               | آهنگساز                             | تنظیم‌کننده |
| ---------------------------------------- | -------------------------------------- | ----------------------------------- | ---------- |
| بنازم قلب پاکت مادر من                   | خانجان مقبل                            |                                     |            |
| عاشقم عاشق به رویت                       | ابوالقاسم لاهوتی کرمانشاهی             |                                     |            |
| ز همراهان جدایی مصلحت نیست               | مولوی                                  |                                     |            |
| ز جان من چه می‌خواهی (خواننده اصلی فتانه) | جمشید شیبانی شعر آهنگ پرکشیده از فتانه | جمشید شیبانی                        |            |
| از برای غم من                            | بهادر یگانه                            |                                     |            |
| ای ساربان                                | سعدی شیرازی                            |                                     |            |
| عاشق شدم                                 | ابوالقاسم لاهوتی                       |                                     |            |
| روز و شبم الم ریزم                       | صادق فطرت (ناشناس)                     | محمد رفیع (آهنگ Aaye Na Balam هندی) |            |
| چشم سیه داری                             |                                        |                                     |            |
| بت نازنینم                               | ابوالقاسم لاهوتی                       |                                     |            |
| ناله کن ای دل شوریده من                  | صفی الله ثبات                          | صفی الله ثبات                       |            |
| بازی تو کردی با سرنوشتم                  |                                        |                                     |            |
| من ندانستم از اول که تو بی مهر و وفایی   | سعدی شیرازی                            | نینواز                              |            |
| موزیک                                    |                                        |                                     |            |

### شماره ۵
| نام ترانه                             | ترانه‌سرا         | آهنگساز  | تنظیم‌کننده |
| ------------------------------------- | ---------------- | -------- | ---------- |
| پر کن پیاله را                        | فریدون مشیری     |          |            |
| برایم گریه کن امشب                    | اقبال رهبر توخی  | احمدظاهر |            |
| نمی‌خواهم تو را                        |                  |          |            |
| به سنگ غم زدی                         |                  |          |            |
| گذشت آن گه تو سر خیل دلبران بودی      | پژمان بختیاری    |          |            |
| گاه در آغوش این گاه در آغوش آن        |                  |          |            |
| از دستت فغان فغان دارم                |                  |          |            |
| بر خاطر آزاده غباری ز کسم نیست        | رهی معیری        |          |            |
| کیستم من رهنورد                       | کریم شیون        |          |            |
| شکست عهد من                           | ایرج دهقان       |          |            |
| بهار من حذر از نو بهاران می کنی تا کی |                  |          |            |
| مرنجان دلم را                         | طبیب اصفهانی     |          |            |
| ماهم ز ره رسید                        | احمد گلچین معانی |          |            |
| امشب به یاد روی تو                    |                  |          |            |
| ای بیخبر از درد من                    |                  |          |            |
| وای باران باران                       | حمید مصدق        |          |            |

### شماره ۶
| نام ترانه                              | ترانه‌سرا             | آهنگساز                 | تنظیم‌کننده              |
| -------------------------------------- | -------------------- | ----------------------- | ----------------------- |
| قدح را سر کنید                         | پژمان بختیاری        | نعیم پوپل               |                         |
| تنها تویی (خوانندهٔ اصلی غلامحسین بنان) | منصوره اتابکی (زهره) |                         |                         |
| من غلام قمرم                           | مولوی                |                         |                         |
| کاش بودم لاله                          | غلامرضا قدسی         | شاه ولی ترانه ساز       |                         |
| شب چو در بستم                          | فرخی یزدی            |                         |                         |
| نگاه کن                                | یغمای جندقی          |                         |                         |
| به دل من شرر افروز سیاه چشمانم         |                      |                         |                         |
| خال به کنج لب یکی                      | طاهره قرةالعین       | استاد فقير محمد ننگيالی | استاد فقير محمد ننگيالی |
| سوز قلبم جاویدانی                      |                      |                         |                         |
| می‌روم خسته و افسرده و زار              | فروغ فرخزاد          |                         |                         |
| من مست و تو دیوانه                     | مولوی                |                         |                         |
| فقط سوز دلم را                         | ابوالقاسم لاهوتی     |                         |                         |

### شماره ۷
| نام ترانه                          | ترانه‌سرا                                | آهنگساز          | تنظیم‌کننده |
| ---------------------------------- | --------------------------------------- | ---------------- | ---------- |
| به آسمان بگویید                    | نینواز                                  | نینواز           |            |
| سلطان قلب‌ها(خواننده اصلی عارف)     | محمدعلی شیرازی با کمی تفاوت از شعر اصلی | انوشیروان روحانی |            |
| من در سرای تو (خواننده اصلی مرضیه) | معینی کرمانشاهی                         | انوشیروان روحانی |            |
| ای نام غمت ترانهٔ من                |                                         |                  |            |
| چه خلاف سر زد از ما                | فروغی بسطامی                            |                  |            |
| من بار سنگینم                      | محمود ثنایی                             |                  |            |
| باز آی و کنارم بنشین               |                                         |                  |            |
| ایا صیاد رحمی کن                   | ابوالقاسم لاهوتی                        |                  |            |
| من نگویم که مرا از قفس آزاد کنید   | ملک الشعرای بهار                        |                  |            |
| معشوقه به سامان شد                 | مولوی                                   |                  |            |
| می‌خندم اگر امشب                    |                                         |                  |            |
| اشک‌های من همچون                    |                                         |                  |            |
| موزیک                              |                                         |                  |            |

### شماره ۸
| نام ترانه               | ترانه‌سرا           | آهنگساز                                                                    | تنظیم‌کننده |
| ----------------------- | ------------------ | -------------------------------------------------------------------------- | ---------- |
| بعد از اینکه رقیب       |                    |                                                                            |            |
| گفتم که نرو             |                    |                                                                            |            |
| ز دستم برنمی‌خیزد        | سعدی شیرازی        |                                                                            |            |
| شادی کنید ای دوستان     | ابوالحسن ورزی      |                                                                            |            |
| اوبه درته راورم (پشتو)  |                    |                                                                            |            |
| از غمت ای نازنین        | ضیا قاری‌زاده       | حفیظ الله خیال                                                             |            |
| شکایت دارم              | بابا طاهر همدانی   |                                                                            |            |
| گر کنی یک نظاره         | میر عبدالقادر ابهر |                                                                            |            |
| ای گل‌عذار من            |                    |                                                                            |            |
| من اگر دیوانه‌ام         | خلیل‌الله خلیلی     |                                                                            |            |
| دلبرا گر تو یار من باشی | سلیم سرمست         | آهنگ اسپانیایی ل پالوما (La Paloma) از سباستین ایرادیر (Sebastián Iradier) |            |
| موزیک                   |                    |                                                                            |            |

### شماره ۹
| نام ترانه                                                          | ترانه‌سرا                  | آهنگساز                                  | تنظیم‌کننده |
| ------------------------------------------------------------------ | ------------------------- | ---------------------------------------- | ---------- |
| بی تو گل گشت چمن                                                   | میر عبدالقادر ابهر        |                                          |            |
| دانم چرا چشمان تو(آهنگ فرانسوی)                                    |                           | انریکو ماسیاس                            |            |
| پیدا شد و پیدا شد                                                  | عماد خراسانی              |                                          |            |
| ناله به دل شد گره                                                  | خلیل‌الله خلیلی            |                                          |            |
| پیری رسید و فصل جوانی دگر گذشت                                     | نظام وفا آرانی            |                                          |            |
| به داغ نامرادی سوختم                                               | خلیل‌الله خلیلی            |                                          |            |
| آخر ای دریا                                                        | ضیا قاری‌زاده              |                                          |            |
| دیگر اشکم مریز                                                     |                           | باریس فامین (آهنگ روسی Dorogoi dlinnoyu) |            |
| سحر می‌گفت بلبل باغبان را                                           | اقبال لاهوری              |                                          |            |
| چه شبها به یادت                                                    |                           |                                          |            |
| ستاره دیده فروبست (آهنگ هندی Jahan Mein Aayi Diwali از لتا مندشکر) | سیمین بهبهانی             | همت کومار (HEMANT KUMAR)                 |            |
| ای دزدیده چشم از آهو                                               | ابولقاسم لاهوتی کرمانشاهی | نینواز                                   |            |

### شماره ۱۰
| نام ترانه                     | ترانه‌سرا           | آهنگساز | تنظیم‌کننده |
| ----------------------------- | ------------------ | ------- | ---------- |
| یار با ما بی وفایی می‌کند      | سعدی شیرازی        |         |            |
| در کنج دلم عشق کسی خانه ندارد | حسین پژمان بختیاری |         |            |
| بمان ای شب                    | یزدان بخش قهرمان   |         |            |
| ترا افسون چشمانم              | فروغ فرخزاد        |         |            |
| از تنگنای محبس تاریک          | فروغ فرخزاد        |         |            |
| دور از تو هر شب تا سحر        | رهی معیری          |         |            |
| اگر پنهان بود پیدا            | خواجوی کرمانی      |         |            |
| آه چه خوش آمدی صفا کردی       | ایرج میرزا         |         |            |
| بگذار تا بگریم                | سعدی شیرازی        |         |            |
| خرابم ز مستی                  | بهادر یگانه        |         |            |
| موزیک                         |                    |         |            |

### شماره ۱۱ (سال انتشار ۱۹۷۷)
| نام ترانه                                               | ترانه‌سرا         | آهنگساز                                                 | تنظیم‌کننده |
| ------------------------------------------------------- | ---------------- | ------------------------------------------------------- | ---------- |
| گل سنگم (خواننده اصلی هایده)                            | بیژن سمندر       | انوشیروان روحانی                                        |            |
| لیلی لیلی جان                                           |                  |                                                         |            |
| ز دستم برنمی‌خیزد                                        | سعدی شیرازی      |                                                         |            |
| شادی کنید ای دوستان                                     | ابوالحسن ورزی    |                                                         |            |
| تو به یک دشت پر از گل                                   | رحیم صارمی       |                                                         |            |
| تنها شدم تنها                                           | ابوالحسن ورزی    | کلاود مورگان، Claude Morgan (آهنگ ال بیمبو از بیمبو جت) |            |
| من نگویم که مرا از قفس آزاد کنید                        | ملک الشعرای بهار |                                                         |            |
| دلت میخواد برای تو (خودخواهی، خواننده اصلی گیتی پاشایی) | جهانبخش پازوکی   | جهانبخش پازوکی                                          |            |
| می‌خندم اگر امشب                                         |                  |                                                         |            |
| اگر ز خلق ملامت                                         | مهرداد اوستا     | شاه ولی ولی (ترانه ساز)                                 |            |
| موزیک                                                   |                  |                                                         |            |

### شماره ۱۲
| نام ترانه                             | ترانه‌سرا      | آهنگساز               | تنظیم‌کننده |
| ------------------------------------- | ------------- | --------------------- | ---------- |
| میگم که دوستت دارم                    |               |                       |            |
| گفتی که می‌بوسم تو را                  | سیمین بهبهانی |                       |            |
| دوستت دارم همیشه                      |               |                       |            |
| به آتشین خوی خود                      |               |                       |            |
| زبانم را نمی‌فهمی                      | مهدی سهیلی    |                       |            |
| جینا یها (هندی)                       |               |                       |            |
| مجنون مجنون جان (لیلی لیلی لیلی جان)  |               |                       |            |
| نی نی هرگز هرگز                       |               |                       |            |
| کاشکی کاشکی مرا                       |               |                       |            |
| من رانده ز میخانه‌ام                   | محمود ثنایی   |                       |            |
| نبری گمان که مفتی (به خدا رسیده باشی) | بیدل دهلوی    |                       |            |
| ای تیر غمت را دل عشاق نشانه           | خیالی بخارایی | شاه ولی ولی ترانه ساز |            |
| موزیک                                 |               |                       |            |

### شماره ۱۳ (سال ثبت ۱۳۵۷)
| نام ترانه          | ترانه‌سرا         | آهنگساز                                                                              | تنظیم‌کننده | مطلع ترانه                        |
| ------------------ | ---------------- | ------------------------------------------------------------------------------------ | ---------- | --------------------------------- |
| بیا بریم به سنگران | قبادخان          | نینواز                                                                               |            |                                   |
| من نی‌نوازم         |                  | نینواز                                                                               |            |                                   |
| ای بت بیرحم        |                  |                                                                                      |            |                                   |
| آهنگ زندگی         | ابوالقاسم لاهوتی | کلیانجی آناندجی (Kalyanji-Anandji) آهنگ هندی Chandi Ki Deewar(چندی کی دیوار) از موکش |            | زندگی آخر سرآید بندگی در کار نیست |
| یاد آن سرو روان    | رودکی            |                                                                                      |            |                                   |
| عشق تو بر من       |                  | نینواز                                                                               |            |                                   |
| ای رشک گلها        |                  |                                                                                      |            |                                   |
| سرود شبانگاه       | نینواز           | نینواز                                                                               |            |                                   |
| مست شدم ساقی       | عبد الاحمد ادا   | فضل احمد (نینواز)                                                                    |            |                                   |
| زیبای من           |                  |                                                                                      |            |                                   |
| کرده‌ام ناله بسی    |                  |                                                                                      |            |                                   |
| موزیک              |                  |                                                                                      |            |                                   |

### شماره ۱۴
سال انتشار ۱۳۵۸، پس از مرگ احمدظاهر
| نام ترانه             | ترانه‌سرا      | آهنگساز | تنظیم‌کننده | مطلع ترانه                             |
| --------------------- | ------------- | ------- | ---------- | -------------------------------------- |
| توبه از شب هجران توبه |               |         |            | توبه از شب هجران توبه                  |
| آه من افتاده‌ام        | سیمین بهبهانی |         |            | وای من بیهوده‌ام                        |
| بگذار بمیرم           | شهریار        |         |            | امشب از باده خرابم کن و بگذار بمیرم    |
| دیشب                  |               |         |            | چرا دیشب بسوی من نمی‌دیدی نمی دیدی      |
| جفا                   | فروغی بسطامی  |         |            | تا به جفایت خوشم                       |
| گناه                  | بیژن ترقی     |         |            | اگر عشق باشد گناهی گناهی               |
| مگر از سنگ است دلم    |               |         |            | به خدا تنگ است دلم                     |
| از تو دورم            | ابوالحسن ورزی |         |            | از تو دورم                             |
| خدا بود یارت          |               |         |            | خدا بود یارت                           |
| پیمانه                |               |         |            | دل ز سودای دو چشم تو به میخانه کند رقص |
| هنوز بر لب من         | پروین بامداد  |         |            | هنوز بر لب من جای بوسه‌های تو است       |
| نغمه                  |               |         |            |                                        |

## آریانا موزیک

### شماره ۱
این آلبوم در سال ۱۳۵۲ منتشر شد
| نام ترانه                                        | ترانه‌سرا             | آهنگساز                                                                                           | تنظیم‌کننده | مطلع ترانه                                |
| ------------------------------------------------ | -------------------- | ------------------------------------------------------------------------------------------------- | ---------- | ----------------------------------------- |
| سرسر پشته                                        | فولکلور              | علی شاه خوشحال سدوزی                                                                              |            | سرسر پشـته، عاشق را کُـشتـه                |
| چل اکیلا (اردو خواننده اصلی Mukesh Chand Mathur) | Kavi Pradeep         | اومکر پرساد نیئر                                                                                  |            |                                           |
| روزگار شیرین                                     |                      | آهنگ ایتالیایی از Ernesto De Curtis آهنگ اصلی Torna a Surriento(نسخه الویس پریسلی آهنگ surrender) |            |                                           |
| غروب تشنه                                        | فروغ فرخزاد          |                                                                                                   |            | این شعر را برای تو می‌گویم در یک غروب تشنه |
| درد دل                                           |                      |                                                                                                   |            |                                           |
| عاصی                                             | هوشنگ شفا            |                                                                                                   |            | عاصی ام دیگر                              |
| گلزار دمیده                                      | مولوی                |                                                                                                   |            | بیایید که گلزار دمیده                     |
| حس می‌کنم خسته ام (خواننده اصلی گیتی پاشایی)      | جهانبخش پازوکی       | جهانبخش پازوکی                                                                                    |            | دلت میخواد برای تو خود را فدایی کنم       |
| صبر خدا (خواننده اصلی ستار)                      | رحیم معینی کرمانشاهی |                                                                                                   |            | عجب صبری خدا دارد                         |
| ناله سنگ                                         | سعدی شیرازی          |                                                                                                   |            | بگذار تا بگریم چون ابر در بهاران          |
| نداند رسم یاری                                   | رهی معیری            |                                                                                                   |            | نداند رسم یاری بی وفا یاری که من دارم     |
| گور گمنام                                        | فروغ فرخزاد          |                                                                                                   |            | مرگ من روزی فرا خواهد رسید                |
| نغمه                                             |                      |                                                                                                   |            |                                           |

### شماره ۲ (۱۳۵۶–۱۳۵۷)
| نام ترانه        | ترانه‌سرا                | آهنگساز                                                  | تنظیم‌کننده | مطلع ترانه                            |
| ---------------- | ----------------------- | -------------------------------------------------------- | ---------- | ------------------------------------- |
| درخت فروردین     | سیمین بهبهانی           | بوب عزام آهنگ ل نویی LA NUIT ETOILEE BOB AZZAM (فرانسوی) |            |                                       |
| خدا به همرایت    |                         |                                                          |            |                                       |
| پیمان            |                         |                                                          |            |                                       |
| تو تو دانی تو    |                         |                                                          |            |                                       |
| گریان آفریدن     |                         |                                                          |            |                                       |
| شهربانو          | شاه ولی ولی (ترانه ساز) |                                                          |            |                                       |
| ای هموطن         |                         |                                                          |            |                                       |
| جان منی          | پارسا توسیرکانی         |                                                          |            |                                       |
| پوشیده چون جان   | مولوی                   |                                                          |            | پوشیده چون جان می‌روی اندر میان جان من |
| دست از طلب ندارم | حافظ شیرازی             |                                                          |            | دست از طلب ندارم تا کام من بر آید     |
| موسم گل          | حافظ شیرازی             | آهنگساز هندی به نام رَوی Ravi Je                          |            | حاشا که من به موسم گل ترک می کنم      |
| نغمه             |                         |                                                          |            |                                       |

## مجلسی

### شماره ۲
| نام ترانه                                           | ترانه‌سرا            | آهنگساز | تنظیم‌کننده |
| --------------------------------------------------- | ------------------- | ------- | ---------- |
| مه شاعر تو نهی (خواننده اصلی Shailendra Singh هندی) | آناند بخشی          |         |            |
| هوای عشق تو از سر بدر نخواهد رفت                    |                     |         |            |
| دل ما هر چه ریش شد خسته بهتر                        |                     |         |            |
| اگر بهار بیاید ترانه‌ها خواهم خواند                  | احمدشاه ازهر فیضیار |         |            |
| اولین عشقم تو بودی                                  |                     |         |            |
| به عزم تو با سحر گفتم                               | حافظ شیرازی         |         |            |
| مره دلخون کدی (مرا دلخون کردی)                      |                     |         |            |
| بجز تو مونس دگر در این دیار ندارم                   | احمدشاه ازهر فیضیار |         |            |
| صد ره در انتظارت                                    | ابوالقاسم لاهوتی    |         |            |
| اگر ای آسمان خواهم که یک روز                        | فروغ فرخزاد         |         |            |
| به خود گفتم پس از چندی فراموشت کنم، کردم            |                     |         |            |
| هرچند که دور از تو پیش دیگرانم                      |                     |         |            |
| ای یار خوب من ای با وفا                             | کریمه ویدا طهوری    |         |            |
| ای جان من اسیرت                                     |                     |         |            |